# Live at Luthjen’s
Live at Luthjen’s ist ein Jazzalbum von Evan Christopher und David Torkanowsky. Die am 19. Januar 2020 Luthjens Dance Hall in New Orleans entstandenen Aufnahmen erschienen am 2. April 2020 auf dem Label Luthjens Music Series im Vertrieb von Clarinet Road in den USA und bei Jazzetal in Europa.

## Hintergrund
Das Album enthält die Höhepunkte eines Live-Konzerts, bei dem der Klarinettist Evan Christopher im Duett mit dem New Orleans-Pianisten David Torkanowsky spielte. Auftrittsort war Luthjen, der Standort einer historischen Tanzhalle in New Orleans. Das aufgenommene Konzert war Teil der Live-Musikreihe im Luthjen aus dem Jahr 2020, die von den Marigny Recording Studios moderiert wurde.

## Titelliste
- Evan Christopher, David Torkanowsky: Live at Luthjen’s (Luthjens Music Series)[3][4]

1. Way Down Yonder in New Orleans (Henry Creamer, Turner Layton)
2. Sid’s Biz (Christopher)
3. Make Me a Pallet on the Floor (Willie Brown)
4. Rollin’ the Jernt (Christopher)
5. Melody for Jaco (Christopher)
6. Jitterbug Waltz (Fats Waller)
7. Pouncing Around  (Christopher)
8. A Flower Is a Lovesome Thing (Billy Strayhorn)
9. Big Greaze (Christopher)
10. Valse Marignaise (from the Faubourg Variations) (Christopher)

## Rezeption

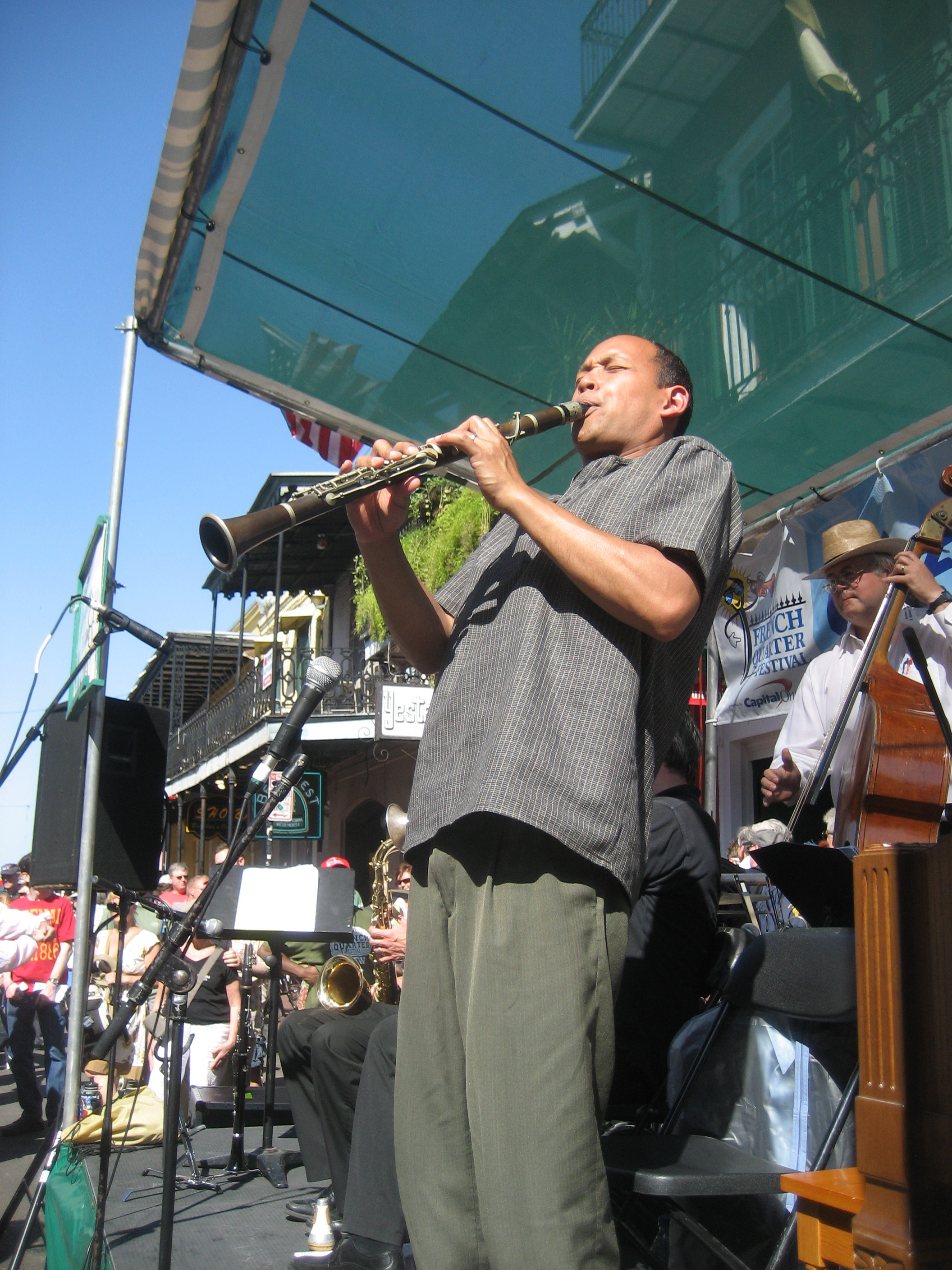
Evan Christopher beim French Quarter Festival 2010, New Orleans

Larry Blumenfeld (Wall Street Journal) schrieb, an einem historischen Ort in New Orleans aufgenommen, nähere sich die Musik des Duos den Jazztraditionen der Stadt zu gleichen Teilen mit Ehrfurcht und Erfindungsreichtum. Nach Ansicht von Hugh Rainey, der das Album für das Jazz Journal rezensierte, ist das Klarinettenspiel beeindruckend ausdrucksstark; es reiche von nuancierter Sensibilität bis hin zu Paspeln und rhythmischem Freilauf mit geschmeidiger und interessanter Phrasierung, die nicht nur dekorativ, sondern auch aussagekräftig und interessant ist, so der Autor. Christophers Ton sei voll und warm, holzig im klassischen kreolischen Stil. David Torkanowsky wiederum lege einen idealen, vollen und vielseitigen Hintergrund fest, bewege sich souverän zwischen vulgärem Blues, funkigen Rhythmen und meditativer, raffinierter Ballade und bietet eine geschickte, enge Beziehung zu den detaillierten Arrangements. Manchmal überlagern, verändern sich Tempo und Rhythmus, erforschen eine Vielzahl interessanter musikalischer Ideen und verleihen einigen Tracks das Gefühl einer einheitlichen, kontinuierlichen Komposition.
Peter Vacher schrieb in London Jazz News, es sei vielleicht nicht überraschend, dass die Qualität des aufgenommenen Klangs im Moment einzigartig beeindruckend ist. Christophers höhlenartiger Klarinettenton springe geradezu aus den Lautsprechern wie in der ersten, klar langsamen Version von „Way Down Yonder in New Orleans“, bevor er einen Tango-Rhythmus spielt, den sein Pianist geschickt verschönert.
Obwohl Christopher fest in der Klarinettentradition von New Orleans bleibe, scheine er etwas von dem Bestreben des verstorbenen Kenny Davern zu haben, die Erwartungen in seiner Herangehensweise an seine Kunst zu verwirren. So wird er die Dynamik eines Solos zerhacken und ändern, Töne verschmieren und dehnen, in das Sotto-voce-Register eintauchen und sich auf die Schönheit konzentrieren, bevor er sich auf eine Hot-Spielweise einrichte. Musikalisch sei das Album abwechslungsreich, resümiert Vacher, Christopher agiere frei wie ein Vogel, mit dem schnell reagierenden, vielseitigen Torkanowsky, der gerne die zweite Geige spiele, bis er an der Reihe ist, à la Professor Longhair Karriere auf der Tastatur zu machen.
Hugh Rainey (Jazz Journal) schrieb, Christophers Spiel habe den Einfluss klassischer kreolischer Klarinettenmeister wie Jimmie Noone, Omer Simeon, Barney Bigard und Sidney Bechet absorbiert. Während er die festen kreolischen Wurzeln beibehält und sich mit seinem reichen Erbe und seiner ausdrucksstarken klanglichen Lebendigkeit identifiziert, versuche er, den Klarinettenstil von New Orleans in frische, herausfordernde und vielfältigere heutige Umgebungen zu entwickeln und zu erweitern. In seinen exzellenten Django-è-la-Creole-Aufnahmen wandte er erfolgreich einen kreolischen Ansatz für den Gypsy-Swing an und erinnerte sich an Django Reinhardts Post-Grappelli-Aufnahmen mit dem Klarinettisten Hubert Rostaing.